# 迪卡斯蒂略
迪卡斯蒂略（西班牙語：Dicastillo）是西班牙纳瓦拉的一个市镇。总面积33平方公里，总人口676人（2001年），人口密度20人/平方公里。